# Lijst van staatshoofden van Burundi
Dit artikel geeft een Lijst van staatshoofden van Burundi.

## Beknopt overzicht
| 1962 | Koninkrijk Burundi |
| 1966 | Republiek Burundi  |

## Staatshoofden van Burundi (1962-heden)

### Koningen van Burundi (1962-1966)
| Monarch | Monarch                              | Regeringsperiode       |
| ------- | ------------------------------------ | ---------------------- |
|         | Mwambutsa IV van Burundi (1912-1977) | 1962-1966              |
|         | Ntare V van Burundi (1947-1972)      | juli t/m november 1966 |

### Presidenten van Burundi (1966-1993)
| President | President                        | Ambtstermijn     | Ambtstermijn     | Partij  |
| --------- | -------------------------------- | ---------------- | ---------------- | ------- |
|           | Michel Micombero (1940-1983)     | 28 november 1966 | 1 november 1976  | UPRONA  |
|           | Jean Baptiste Bagaza (1946-2016) | 1 november 1976  | 3 september 1987 | UPRONA  |
|           | Pierre Buyoya (1x) (1949-2020)   | 3 september 1987 | 10 juli 1993     | UPRONA  |
|           | Melchior Ndadaye (1953-1993)     | 10 juli 1993     | 21 oktober 1993  | FRODEBU |

### Voorzitter van het Comité voor Nationale Redding (1993)
| Voorzitter      | Periode                | Partij |
| --------------- | ---------------------- | ------ |
| François Ngueze | 21 t/m 27 oktober 1993 | Mil.   |

### Premier, tevens belast met de presidentiële taken (1993-1994)
| Premier              | Periode         | Periode         | Partij |
| -------------------- | --------------- | --------------- | ------ |
| Sylvie Kinigi (1953) | 27 oktober 1993 | 5 februari 1994 | UPRONA |

### Presidenten van Burundi (1994-heden)
| President | President                           | Ambtstermijn     | Ambtstermijn     | Partij   |
| --------- | ----------------------------------- | ---------------- | ---------------- | -------- |
|           | Cyprien Ntaryamira (1955-1994)      | 5 februari 1994  | 6 april 1994     | FRODEBU  |
|           | Sylvestre Ntibantunganya (1956)     | 6 april 1994     | 25 juli 1996     | FRODEBU  |
|           | Pierre Buyoya (2x) (1949-2020)      | 25 juli 1996     | 30 april 2003    | UPRONA   |
|           | Domitien Ndayizeye (1953)           | 30 april 2003    | 26 augustus 2005 | FRODEBU  |
|           | Pierre Nkurunziza (1963-2020)       | 26 augustus 2005 | 8 juni 2020      | CNDD-FDD |
|           | Pascal Nyabenda (1966) (waarnemend) | 8 juni 2020      | 18 juni 2020     | CNDD-FDD |
|           | Évariste Ndayishimiye (1968)        | 18 juni 2020     | heden            | CNDD-FDD |

## Afkortingen
- UPRONA= Unión pour le Progrès National [de Burundi] (Unie voor de Nationale Vooruitgang [van Burundi]; voornamelijk Tutsi's);
- FRODEBU= Front pour la Démocratique au Burundi (Front voor Democratisch Burundi);
- CNDD-FDD= Conseil national pour la défense de la démocratie-Forces pour la défense de la démocratie (Nationale Raad voor de Verdediging van de Democratie-Strijdkrachten voor de verdediging van de democratie)